# Ha vuelto (película)
Ha vuelto (en alemán: Er ist wieder da y en inglés conocida como: Look Who's Back) es una película alemana de 2015, dirigida por David Wnendt, basada en el superventas homónimo de tipo satírico, del autor Timur Vermes.
De manera similar a Borat, la película se compone en gran parte de escenas improvisadas, en las que el actor principal (en este caso, Oliver Masucci), caracterizado como Adolf Hitler, interactúa con transeúntes desprevenidos, con consecuencias sorprendentes.

## Trama
Adolf Hitler se despierta, por primera vez desde abril de 1945, en el Berlín de hoy, moderno y multicultural, específicamente el 23 de octubre de 2014, después de haber estado hibernando por casi 70 años entre la tierra y el infierno, tal vez prefiriendo eso al suicidio. Desconcertado por la situación y notando diferentes cambios respecto de la Alemania nazi, se da cuenta de que está en una línea de tiempo posterior a la Segunda Guerra Mundial y pide a varios transeúntes que le digan en qué año está. Tras descubrirlo, y después de haber sido abordado por varios transeúntes en la Plaza de París para tomarse fotos con él, se reunió con un vendedor de periódicos, quien lo aloja en su quiosco por dos días. El suplementero le avisa a Fabian Sawatzki, un aspirante a director de cine que ha perdido un puesto de trabajo en una estación de televisión privada, quien ve en él la posibilidad de ser un actor para grabar un vídeo en el que se muestra al Führer en diferentes situaciones (en la playa, con un perro).
Fabian publica su vídeo en internet, obteniendo numerosas visualizaciones y, después de haberlo mostrado al vicedirector del canal, Christoph Sensenbrick, Hitler es puesto como número en un programa televisivo de comedia de la estación, logrando un gran éxito y convirtiéndose en un icono mediático. La directora del canal, Katja Bellini, decide que Hitler aparezca en todos los programas de la estación, de manera de explotar su éxito. En una de esas emisiones, sin embargo, se mostró un vídeo en el cual Hitler mata un perro por morderle el dedo, suscitando el repudio de Alemania. Hitler, Fabian y Bellini son despedidos. Hitler se aloja en casa de la madre de Fabian, donde empieza a escribir su segundo libro, titulado Ha vuelto. Fabian recoge el escrito y le propone a Bellini publicarlo y grabar una película basada en el libro.
Sawatzki descubre que el presunto cómico es en realidad el verdadero Hitler, pero nadie le cree, y por ello es llevado a un hospital psiquiátrico. Al terminar las grabaciones de la película, Hitler piensa que está en el camino a la victoria, y reflexiona sobre la situación política actual.

## Producción
Para interpretar a Hitler, el actor Oliver Masucci pasó dos semanas ejercitando con un entrenador de lenguaje, estudiando los escritos, discursos públicos y el estilo del dictador. También aumentó 21 kilos de peso y se sometió a dos horas de maquillaje a diario, para quedar lo más similar en lo físico.
Mientras interpretaba a Hitler en las calles de Berlín, el actor era acompañado por algunos guardaespaldas, para prevenir agresiones de los transeúntes.
La escena en la que toma retratos de varios transeúntes también fue improvisada.

## Distribución
El estreno de la película se realizó el 6 de octubre de 2015 en Berlín, mientras que se distribuyó en las salas alemanas a partir del 8 del mismo mes.